# Scholar Green
Scholar Green är en by i civil parish Odd Rode, i distriktet Cheshire East, i grevskapet Cheshire, i England. Byn är belägen 12 km från Crewe. Byn hade 2 095 invånare år 2021.